# Mornac
Mornac település Franciaországban, Charente megyében. Lakosainak száma 2115 fő (2022. január 1.). Mornac Bouëx, Brie, Bunzac, Chazelles, Garat, Pranzac, Ruelle-sur-Touvre, Touvre és La Rochefoucauld-en-Angoumois községekkel határos.

## Népesség
A település népességének változása:
| Lakosok száma | 727  | 1381 | 1800 | 2061 | 2190 | 2184 | 2172 | 2151 | 2137 | 2115 |
|               | 1968 | 1982 | 1990 | 2006 | 2013 | 2015 | 2017 | 2019 | 2020 | 2022 |